# Ischnoptera inca
Ischnoptera inca es una especie de cucaracha del género Ischnoptera, familia Ectobiidae. Fue descrita científicamente por Saussure & Zehntner en 1893.
Habita en Guatemala, Costa Rica y Panamá.